# زنجیره‌سانان
زنجیره‌سانان یا دسمیدها (نام علمی: Desmidiales) نام یک راسته از رده یوغی‌جلبکان است.
زنجیره‌سانان گروهی از جلبک‌های سبز ساکن آب‌های شیرین هستند، که تنها تحت شرایط ویژه‌ای قادر به رشد و تکثیر می‌باشند. به همین دلیل، گاهی دانشمندان حضور این ارگانیسم‌های تک‌سلولی را با کیفیت آب‌های سطحی مرتبط می‌دانند.
شکل زنجیره‌سانان فوق‌العاده متنوع است، ولی در بیشتر آن‌ها دیواره‌ای سلولزی به صورت دونیمه وجود دارد. این گیاهان تک‌سلولی با دونیمه شدن تولید مثل می‌کنند.